# Ion Storm

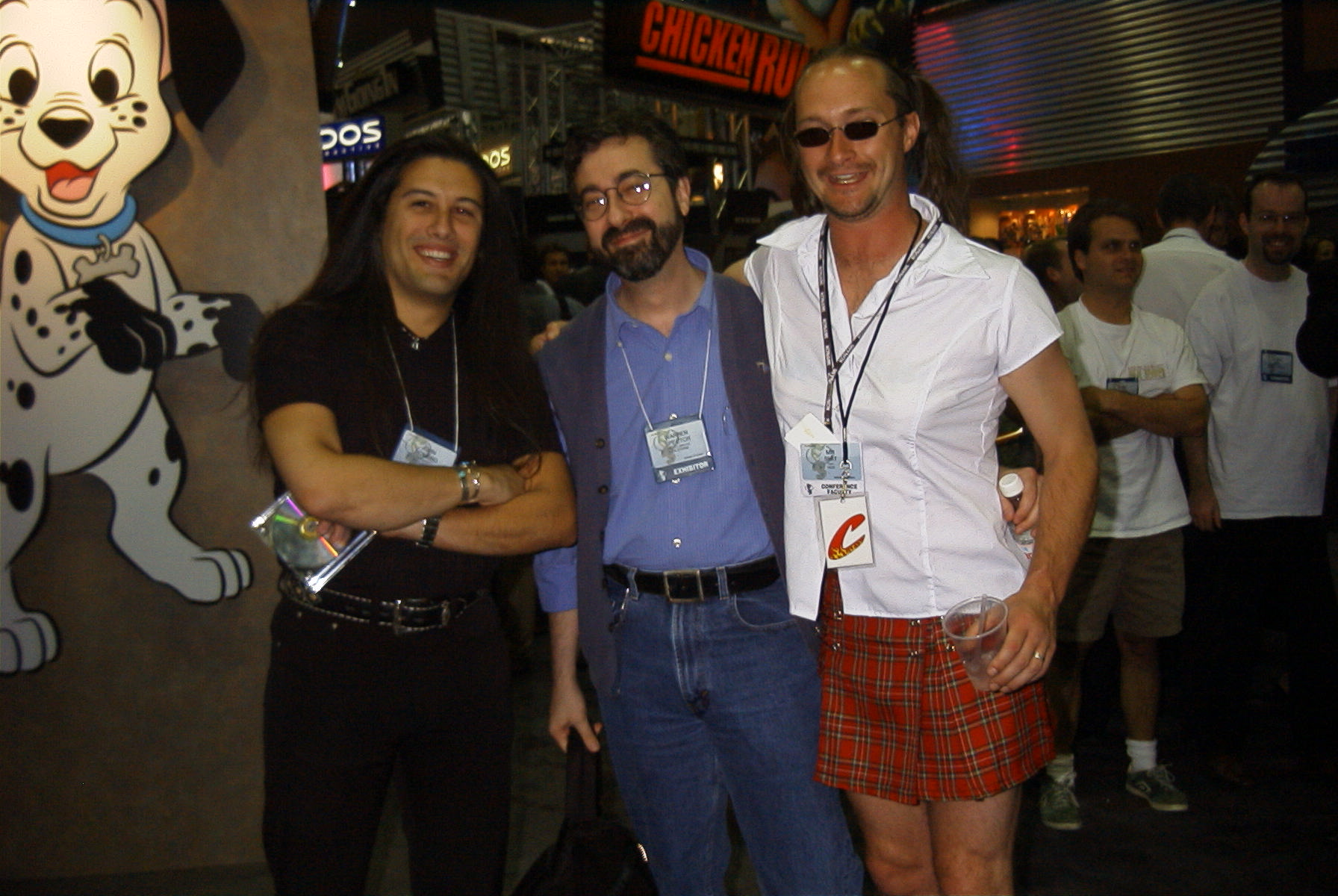
John Romero, Warren Spector och Mike Wilson på konventionenen 2000 E3.

Ion Storm Inc. (även kallat ION Storm) är ett före detta amerikanskt företag baserat i Texas, USA som utvecklade datorspel. Företaget grundades av John Romero, Tom Hall, Todd Porter och Jerry O'Flaherty 1996 i Dallas. Förhoppningarna på företaget var stora då utvecklarna sedan tidigare hade en rad framgångar bakom sig i deras tidigare spelföretag.
1997 grundades ett andra kontor i Austin av Warren Spector. Där utvecklades spelen Deus Ex, Deus Ex: Invisible War och Thief: Deadly Shadows. Kontoret i Austin blev företagets mest framgångsrika.
En rad misslyckanden där spelutvecklingen drog ut på tiden och kostade långt mycket mer än beräknat, tvingade Ion Storms utgivare Eidos Interactive att gå in och stänga först Ion Storms kontor i Dallas 2001, och sedan filialen i Austin 2005, vilket innebar att Ion Storm avvecklades.

## Spel
- Dominion: Storm Over Gift 3 (1998)
- Daikatana (2000)
- Deus Ex (2000)
- Anachronox (2001)
- Deus Ex: Invisible War (2003)
- Thief: Deadly Shadows (2004)